# Цветочки Франциска Ассизского
Цветочки Святого Франциска Ассизского (итал. Fioretti di San Francesco) ― флорилегий (то есть антология, собрание выдержек из различных работ), состоящий из пятидесяти трёх коротких глав, повествующих о жизни св. Франциска Ассизского. Был написан в конце XIV века. Анонимный итальянский текст, почти наверняка составленный тосканцем, является версией латинского текста «Actus beati Francisci et sociorum eius», самая ранняя сохранившаяся рукопись которого датируется 1390 годом. Люк Уоддинг, ирландский францисканец, приписывает авторство брату Уголино да Санта-Мария, имя которого встречается три раза в «Actus». Большинство учёных на данный момент сходятся во мнении, что авторство латинского текста принадлежит Уголино Брунфорте (ок. 1262 ― ок. 1348).

## История
«Цветочки Франциска Ассизского» ― название классического собрания народных легенд о жизни Святого Франциска Ассизского и его первых сподвижников. Является одним из самых примечательных литературных произведений Средневековья. Было переведено на итальянский язык неизвестным монахом, жившим в XIV веке, на основе объёмного латинского текста «Actus B. Francisci et Sociorum Ejus», приписываемого Уголино Брунфорте. 53 главы образуют оригинальный текст «Цветочков», а четыре приложения, куда входят рассказ о стигматах Святого Франциска, жизни брата Юнипера (Джинепро) и собрания изречений брата Эгидия (Эжидио) и также описание его жизни, являются дополнениями поздних составителей.
Поразительная разница заметна между первыми главами произведения, в которых идёт повествование о Франциске и его товарищах, и поздними, в которых рассказывается о жизни монахов в провинции Анконская марка.
Живя столетие спустя после смерти Святого Франциска, Уголино (предположительно составитель флорилегия) зависел от чужих свидетельств, из которых черпал основную массу информации для своей работы. Часть её, как говорят, он узнал от брата Джакомо да Масса, который был хорошо известен сподвижникам святого и пользовался у них уважением. Какими бы ни были источники, из которых черпал материалы Уголино, пятьдесят три главы сочинения, по всей видимости, были написаны до 1328 года.

## Рассказы
Будучи написанным через полтора века после смерти Франциска Ассизского, текст не рассматривается в качестве одного из важнейших источников биографии святого. Однако «Цветочки» являются самым популярным повествованием о его жизни, в котором излагается множество красочных историй, описаний чудес и благочестивых примеров из жизней св. Франциска и его последователей (таких, как брат Юнипер). Эти художественные рассказы проливают свет на происхождение и развитие образа Святого Франциска.
Некоторые рассказы, содержащиеся в «Цветочках», можно найти в гораздо более ранних свидетельствах. Например, глава 13, посвященная проповеди птицам, повествует о том, как Франциск, брат Массео и монах Аньоло путешествовали и пришли проповедовать в город Сабурниано (Каннара). Те люди, что слышали их воспламеняющую проповедь, захотели покинуть город и следовать за этими монахами в глушь. Франциск сказал им, что такая жертва не является необходимой, и вместо этого он учреждает Третий орден «для спасения всех людей» (для тех, кто из-за брака или по какой-либо другой причине обязан был оставаться в миру). Франциск уже был озабочен вопросом возможности увеличения численности своего ордена за счёт семьянинов. Он отказался от принятия в него женатых мужчин (а замужних женщин удерживал от поступления к клариссинкам), которые стремились следовать путём Франциска, поскольку считал, что семьи не должны страдать от такого шага. Проповедь Франциска птицам была описана братом Массео и документально зафиксирована английским летописцем Роджером Вендоверским в 1236 году.
Простонародная версия «Цветочков» написана на тосканском диалекте и принадлежит к числу шедевров итальянской литературы.
Артур Ливингстон, автор английского издания (перевода) «Цветочков» 1930-х годов, характеризует их как «мастерское произведение народной литературы времён Средневековья».
Старейший манускрипт произведения на латинском датируется 1390 годом и находится в Берлине. Итальянский перевод был впервые напечатан в городе Виченца в 1476 году.

## В популярной культуре
На основе произведения кинорежиссёром Роберто Росселлини в 1950 году был снят фильм «Франциск, менестрель Божий», сценарий которого был написан им в соавторстве с Федерико Феллини. Также на основе «Цветочков» было написано либретто к опере Оливье Мессиана «Св. Франциск Ассизский».
Борис Гребенщиков упоминает «Цветочки» в песне «Ткачиха».